# John Deehan
John Matthew Deehan (Solihull, 6 agosto 1957) è un allenatore di calcio ed ex calciatore inglese, di ruolo attaccante.

## Palmarès

### Club

#### Competizioni nazionali
- Coppa di Lega inglese: 2

Aston Villa: 1976-1977
Norwich City: 1984-1985
- Campionato inglese di seconda divisione: 1

Norwich City: 1985-1986